# Millennium Stadium
Millennium Stadium (kymriska: Stadiwm y Mileniwm), officiellt namn Principality Stadium, är en idrottsarena som är belägen i Cardiff i Wales och är hemmaplan för Wales rugbylandslag. Den används även för matcher med Wales fotbollslandslag och har plats för 74 500 sittande åskådare.
Millennium Stadium används bland annat för fotboll och rugby. Här spelades bland annat finalen i FA-cupen under tiden som Wembley Stadium byggdes om. Under OS 2012 användes Millennium Stadium som arena i de båda olympiska fotbollsturneringarna.